# Velimir Vukićević
Velimir Vukićević (Oparić, 11. srpnja 1871. – Beograd, 27. studenog 1930.), srpski političar. Član Narodne radikalne stranke. Predsjednik Vlade Kraljevine SHS od 17. travnja 1927. do 28. srpnja 1928.
Po zanimanju bio je profesor u srednjoj školi. Izabran za zastupnika u srbijanskoj skupštini. Bio na ministarskom položaju u nekoliko vlada Nikole Pašića. Na mjesto predsjednika koalicijske vlade radikala i demokrata podnio je ostavku ubrzo nakon nasilja u skupštini u kojem su tri hrvatska zastupnika bila ubijena.